# 1. Tennis-Bundesliga (Damen) 2006
Die Tennis-Bundesliga der Damen wurde 2006 zum achten Mal ausgetragen. Insgesamt waren sieben Mannschaften vertreten.

## Spieltage und Mannschaften
| Spieltage                                  |
| ------------------------------------------ |
| 1. Spieltag: Fr., 12. Mai 2006, 13:00 Uhr  |
| 2. Spieltag: So., 14. Mai 2006, 11:00 Uhr  |
| 3. Spieltag: Fr., 19. Mai 2006, 13:00 Uhr  |
| 4. Spieltag: So., 21. Mai 2006, 11:00 Uhr  |
| 5. Spieltag: So., 4. Juni 2006, 11:00 Uhr  |
| 6. Spieltag: Fr., 9. Juni 2006, 13:00 Uhr  |
| 7. Spieltag: So., 11. Juni 2006, 11:00 Uhr |

| Mannschaften              |
| ------------------------- |
| LTTC Rot-Weiß Berlin      |
| Rochusclub Düsseldorf     |
| TC 1899 Blau-Weiß Berlin  |
| TC ZWS Moers 08           |
| TC Rüppurr Karlsruhe 1929 |
| TC Zamek Benrath          |
| TEC Waldau                |

## Abschlusstabelle
|     | Mannschaft                | Begegnungen | Punkte | Matches | Sätze  | Spiele  |
| --- | ------------------------- | ----------- | ------ | ------- | ------ | ------- |
| 01. | TC Rüppurr Karlsruhe 1929 | 6           | 12:0   | 41:13   | 89:33  | 629:436 |
| 02. | TC Zamek Benrath          | 6           | 10:2   | 39:15   | 84:43  | 639:464 |
| 03. | TEC Waldau                | 6           | 8:4    | 35:19   | 75:48  | 612:509 |
| 04. | TC ZWS Moers 08           | 6           | 6:6    | 31:23   | 69:53  | 571:499 |
| 05. | LTTC Rot-Weiß Berlin      | 6           | 4:8    | 24:30   | 55:65  | 486:529 |
| 06. | TC 1899 Blau-Weiß Berlin  | 6           | 2:10   | 16:38   | 41:82  | 478:631 |
| 07. | Rochusclub Düsseldorf     | 6           | 0:12   | 3:51    | 15:104 | 339:686 |

## Mannschaftskader
| Pos. | Name                    |
| ---- | ----------------------- |
| 1    | Maria Elena Camerin     |
| 2    | Antonella Serra Zanetti |
| 3    | Hana Šromová            |
| 4    | Kateřina Böhmová        |
| 5    | Adriana Barna           |
| 6    | Angelika Roesch         |
| 7    | Sabine Lisicki          |
| 8    | Syna Schreiber          |
| 9    | Madlen Grohmann         |
| 10   | Christiane Hofmann      |
| 11   | Angela Kerek            |
| 12   | Saskia Saberschinsky    |
| 13   | Jenny Trettin           |
| 14   | Julia Feigel            |
| 15   |                         |
| 16   |                         |

| Pos. | Name                       |
| ---- | -------------------------- |
| 1    | Tatjana Panowa             |
| 2    | Mervana Jugić-Salkić       |
| 3    | Katalin Marosi             |
| 4    | Madita Suer                |
| 5    | Dominique Van Boekel       |
| 6    | Nicole Melch               |
| 7    | Andrea Van Den Hurk        |
| 8    | Marina Tavares             |
| 9    | Melanie Oosterhof          |
| 10   | Camilia Kremer             |
| 11   | Dorit Waligura             |
| 12   | Ruth Braukmann             |
| 13   | Beatriz Vall Cava de Llano |
| 14   | Ernestina Alexandrovicz    |
| 15   | Caroline Stevens           |
| 16   | Alexandra Brill            |

| Pos. | Name                   |
| ---- | ---------------------- |
| 1    | Květa Peschke          |
| 2    | Lourdes Domínguez Lino |
| 3    | Tzipora Obziler        |
| 4    | Jana Kandarr           |
| 5    | Veronika Chvojková     |
| 6    | Sabrina Jolk           |
| 7    | Adriana Gonzlez Penas  |
| 8    | Scarlett Werner        |
| 9    | Svenja Exner           |
| 10   | Vivien Weber           |
| 11   | Lavinia Timme          |
| 12   | Natallja Swerawa       |
| 13   | Stefanie Weis          |
| 14   | Kim Niggemeyer         |
| 15   | Julia Wartenburger     |
| 16   | Saskia Kohlhaas        |

| Pos. | Name                  |
| ---- | --------------------- |
| 1    | Michaëlla Krajicek    |
| 2    | Shuai Peng            |
| 3    | Maret Ani             |
| 4    | Jekaterina Bytschkowa |
| 5    | Laura Pous Tió        |
| 6    | Martina Suchá         |
| 7    | Yvonne Meusburger     |
| 8    | Ľudmila Cervanová     |
| 9    | Ágnes Szávay          |
| 10   | Angelique Kerber      |
| 11   | Michelle Gerards      |
| 12   | Agnieszka Radwańska   |
| 13   | Linda Sentis          |
| 14   | Karina Karner         |
| 15   | Hanna Küvers          |
| 16   | Steffie Weterings     |

| Pos. | Name               |
| ---- | ------------------ |
| 1    | Dinara Safina      |
| 2    | Sofia Arvidsson    |
| 3    | Anna Smaschnowa    |
| 4    | Roberta Vinci      |
| 5    | Sybille Bammer     |
| 6    | Nathalie Vierin    |
| 7    | Sandra Klösl       |
| 8    | Julija Bejhelsymer |
| 9    | Hanna Nooni        |
| 10   | Stefanie Gehrlein  |
| 11   | Laura Siegemund    |
| 12   | Janette Bejlkova   |
| 13   | Babara Lado        |
| 14   | Maxi Ehmer         |
| 15   | Christina Göhl     |
| 16   | Nicole Ludwig      |

| Pos. | Name                       |
| ---- | -------------------------- |
| 1    | Mara Santangelo            |
| 2    | Julia Schruff              |
| 3    | María Sánchez-Lorenzo      |
| 4    | Tathiana Garbin            |
| 5    | Conchita Martínez Granados |
| 6    | Arantxa Parra Santonja     |
| 7    | Eva Birnerová              |
| 8    | Kathrin Wörle              |
| 9    | Vanessa Henke              |
| 10   | Gréta Arn                  |
| 11   | Barbara Schwartz           |
| 12   | Andrea Petković            |
| 13   | Barbara Rittner            |
| 14   | Gala León García           |
| 15   | Victoria Novotny           |
| 16   |                            |

| Pos. | Name               |
| ---- | ------------------ |
| 1    | Jelena Lichowzewa  |
| 2    | Marija Kirilenko   |
| 3    | Martina Müller     |
| 4    | Anne Kremer        |
| 5    | Kirsten Flipkens   |
| 6    | Claudine Schaul    |
| 7    | Angelika Bachmann  |
| 8    | Tatjana Maria      |
| 9    | Erica Krauth       |
| 10   | Antonia Matic      |
| 11   | Johanna Larsson    |
| 12   | Silvia Farina Elia |
| 13   | Jasmin Wöhr        |
| 14   | Lisa Hägele        |
| 15   | Arina Rodionowa    |
| 16   | Juliet Bocklet     |

## Ergebnisse
Spielfreie Begegnungen werden nicht gelistet.
| Datum/Uhrzeit      | Heimmannschaft        | Gastmannschaft        | Matches | Sätze | Spiele  |
| ------------------ | --------------------- | --------------------- | ------- | ----- | ------- |
| Fr. 12. Mai 13:00  | Rochusclub Düsseldorf | TEC Waldau            | 0:9     | 1:18  | 41:116  |
| Fr. 12. Mai 13:00  | TC Moers 08           | TC BW Berlin          | 8:1     | 17:6  | 127:94  |
| Fr. 12. Mai 13:00  | TC Rüppurr Karlsruhe  | LTTC RW Berlin        | 8:1     | 17:4  | 111:57  |
| So. 14. Mai 11:00  | Rochusclub Düsseldorf | TC Benrath            | 0:9     | 2:18  | 54:118  |
| So. 14. Mai 11:00  | TEC Waldau            | LTTC RW Berlin        | 7:2     | 14:7  | 99:89   |
| So. 14. Mai 11:00  | TC BW Berlin          | TC Rüppurr Karlsruhe  | 3:6     | 6:13  | 85:96   |
| Fr. 19. Mai 13:00  | LTTC RW Berlin        | TC Moers 08           | 1:8     | 2:17  | 38:111  |
| Fr. 19. Mai 13:00  | TC BW Berlin          | TC Benrath            | 0:9     | 2:18  | 43:115  |
| Fr. 19. Mai 13:00  | TEC Waldau            | TC Rüppurr Karlsruhe  | 2:7     | 6:15  | 89:112  |
| So. 21. Mai 11:00  | TC Benrath            | TC Moers 08           | 8:1     | 16:5  | 102:69  |
| So. 21. Mai 11:00  | TC Rüppurr Karlsruhe  | Rochusclub Düsseldorf | 9:0     | 18:0  | 110:30  |
| So. 21. Mai 11:00  | TC BW Berlin          | TEC Waldau            | 2:7     | 5:14  | 67:99   |
| So. 4. Juni 11:00  | TC Rüppurr Karlsruhe  | TC Benrath            | 6:3     | 14:9  | 106:99  |
| So. 4. Juni 11:00  | LTTC RW Berlin        | TC BW Berlin          | 7:2     | 14:5  | 97:61   |
| So. 4. Juni 11:00  | TC Moers 08           | Rochusclub Düsseldorf | 7:2     | 15:4  | 96:67   |
| Fr. 9. Juni 13:00  | TC Benrath            | LTTC RW Berlin        | 5:4     | 10:10 | 97:87   |
| Fr. 9. Juni 13:00  | TEC Waldau            | TC Moers 08           | 6:3     | 13:7  | 104:92  |
| Fr. 9. Juni 13:00  | Rochusclub Düsseldorf | TC BW Berlin          | 1:8     | 6:17  | 97:128  |
| So. 11. Juni 11:00 | TC Benrath            | TEC Waldau            | 5:4     | 13:10 | 108:105 |
| So. 11. Juni 11:00 | TC Moers 08           | TC Rüppurr Karlsruhe  | 4:5     | 8:12  | 76:94   |
| So. 11. Juni 11:00 | LTTC RW Berlin        | Rochusclub Düsseldorf | 9:0     | 18:2  | 118:50  |